# Hell to Pay
Hell to Pay es el noveno álbum de estudio de la banda estadounidense de hard rock y heavy metal Dokken, publicado en 2004 por Sanctuary Records. Es el primer trabajo con Jon Levin, conocido como el guitarrista de Doro en el disco Force Majeure. Recibió buenas reseñas por parte de los críticos y fue considerado como un gran paso para el retorno a los sonidos de antaño.

## Lista de canciones
| N.º | Título                             | Escritor(es)   | Duración |  |
| 1.  | «The Last Goodbye»                 | Dokken, Brown  | 4:37     |  |
| 2.  | «Don't Bring Me Down»              | Dokken, Sparks | 3:24     |  |
| 3.  | «Escape»                           | Dokken, Brown  | 4:37     |  |
| 4.  | «Haunted»                          | Dokken, Brown  | 3:39     |  |
| 5.  | «Prozac Nation»                    | Dokken         | 4:32     |  |
| 6.  | «Care for You»                     | Dokken         | 4:11     |  |
| 7.  | «Better Off Before»                | Dokken, Brown  | 3:00     |  |
| 8.  | «Still I'm Sad»                    | Dokken         | 4:37     |  |
| 9.  | «I Surrender»                      | Dokken         | 3:03     |  |
| 10. | «Letter to Home»                   | Dokken         | 4:28     |  |
| 11. | «Can You See»                      | Dokken         | 4:09     |  |
| 12. | «Care for You» (versión unplugged) | Dokken         | 3:58     |  |

## Músicos
- Don Dokken: voz
- Jon Levin: guitarra eléctrica
- Barry Sparks: bajo
- Mick Brown: batería